# Bestiario di Ashmole

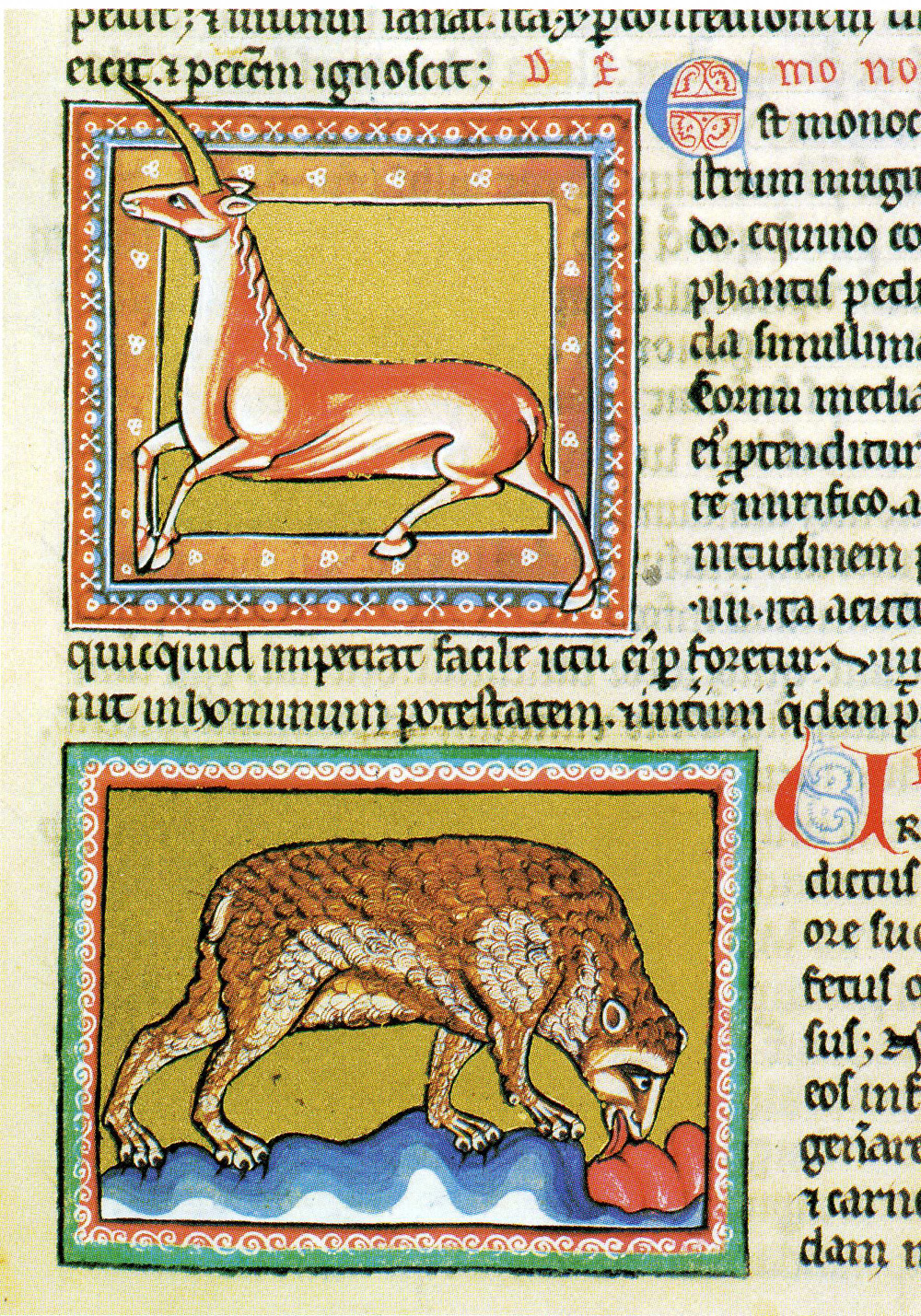
Particolare, monocero e orso

Il Bestiario di Ashmole è un manoscritto miniato inglese della fine del XII o dell'inizio del XIII secolo,  custodito presso la Biblioteca Bodleiana, dove è inventariato come MS. Ashmole 1511. Si tratta di un bestiario contenente un mito della creazione e descrizioni allegoriche dettagliate di più di un centinaio di animali, rappresentati attraverso miniature dai colori sgargianti.
Il Bestiario di Aberdeen e il Bestiario di Ashmole sono considerati da Xenia Muratova, professoressa di storia dell'arte, come "l'opera di diversi artisti appartenenti allo stesso ambiente artistico". Per via delle loro "sorprendenti somiglianze", le due opere sono descritte dagli studiosi come "manoscritti fratelli". Il medievalista M. R. James considerava addirittura il primo manoscritto essere una replica del secondo.
De avibus, trattato morale sugli uccelli del teologo francese Ugo di Fouilloy, è incorporato all'interno del testo assieme a 29 illustrazioni a colori.